# El Cool Magnifico
El Cool Magnifico è il quarto album di Coolio, pubblicato nel 2002.

## Tracce
1. What Is an MC
2. Shake It Up
3. Cadillac Vogues
4. Show Me Love
5. I Like Girls (feat. Ms Toi)
6. Ghetto Square Dance
7. Would You Still Be Mine
8. Sunshine
9. Hear Me Now
10. Island Hop
11. Like This
12. Skirrrt (feat. B-Real)
13. Knockout Kings
14. Gangbangers (feat. Daz Dillinger & Spade)
15. Pop Yo Collar